# Sol Nascente (filme)
Sol Nascente (em inglês:  Rising Sun) é um filme de 1993. Dirigido por Philip Kaufman e estrelado por Sean Connery (que também foi o produtor executivo), Wesley Snipes, Harvey Keitel e Cary-Hiroyuki Tagawa. 

## Sinopse
Web Smith (Snipes) é um detetive policial que foi chamado para investigar a morte de uma mulher estadunidense, que aconteceu em uma festa de uma corporação japonesa. O Capitão John Connor (Connery) diz para Web que tem mais coisas acontecendo que os olhos podem enxergar.

## Curiosidade
O lançamento japonês teve um diálogo editado com Web e Jingo Asakuma. Na versão original, Jingo diz "Você conhece o termo 'hisabetsu burakumin'?", referindo-se a minoria burakumin no Japão. Na versão japonesa o texto é "Você conhece o termo 'preconceito racial'?" Essa foi a única mudança no diálogo.

## Elenco
| Sean Connery         | Capt. John Connor          |
| Wesley Snipes        | Lt. Webster "Web" Smith    |
| Harvey Keitel        | Lt. Tom Graham             |
| Cary-Hiroyuki Tagawa | Eddie Sakamura             |
| Mako                 | Yoshida-san                |
| Ray Wise             | Senator Morton             |
| Tia Carrere          | Jingo Asakuma              |
| Steve Buscemi        | Willy "The Weasel" Wilhelm |
| Tatjana Patitz       | Cheryl Lynn Austin         |

## Reação
Rising Sun foi lançado no dia 30 de Julho em 1,510 cinemas nos EUA e arrecadou $15,195,941 (24.1% do total) em sua primeira semana. No total, o filme faturou $63,179,523 (58.9%) nos Estados Unidos e $44,019,267 (41.1%) no exterior. Ele ficou no Top 10 por seis semanas consecutivas.

### Prêmios
Rising Sun ganhou o "ASCAP Award" na categoria "Top Box Office Films in 1994" e foi indicado ao "PFS Award" na categoria "Melhor Exposé", também em 1994.